# Una noche en el Ta Ba Rin
Una noche en el Ta Ba Rin es una película en blanco y negro de Argentina dirigida por Luis César Amadori sobre su propio guion sobre la opereta La Duquesa del Bal Ta-Ba-Rín  de Carlo Lombardo (it, en) que se estrenó el 3 de mayo de 1949 y que tuvo como protagonistas a Pepe Iglesias, Elena Lucena, Raimundo Pastore y Marga Landova.

## OperetaLa Duquesa del Bal Ta-Ba-Rín
La duquesa del Bal Tabarin sobre la cual Amadori hizo el libreto de este filme es una opereta vienesa en tres actos con letra y música de Carlo Lombardo (Nápoles, 28-11-1869 – Milán, 19-12-1959), que utilizó los seudónimos de Leo Bard y de Leblanc. Fue estrenada en Viena alrededor de 1900 y existe una versión española de Enrique Gómez Carrillo y José Juan Cadenas.

## Sinopsis
Un agente de seguros se enamora de una artista casada con un millonario pero ella debe ocultar el romance para recibir una fortuna.

## Reparto
- Pepe Iglesias ... Weber
- Elena Lucena ... Fru Fru / Sra. Duquesa
- Raimundo Pastore ... Teodolino Duque
- Marga Landova ... Eli Lamas
- Fernando Borel ... Hugo Príncipe / Octavio Chantal
- Blanquita Amaro ... Bailarina
- Paride Grandi ...
- Miriam Sucre ... Telefonista
- Beba Bidart ... Secretaria del sr. Duque
- Victoria Garabato
- Tono Andreu ... Guitarrista
- Amelia Lamarque
- Pepita Muñoz ... Sra. Esther Morell

## Comentarios
En su crónica La Razón opinó del filme:

”A pesar de que (Amadori) extiende el relato a casi dos horas con algunos pasajes suérfluos, le da buena continuidad y desarrollo ágil.”

Por su parte Crítica dijo:

”Revista de números cómicos en animado ritmo. Pepe Iglesias saca buen partido de su personaje y cumple una infatigable y múltiple labor.”